# اچ آر ۵۱۷۱

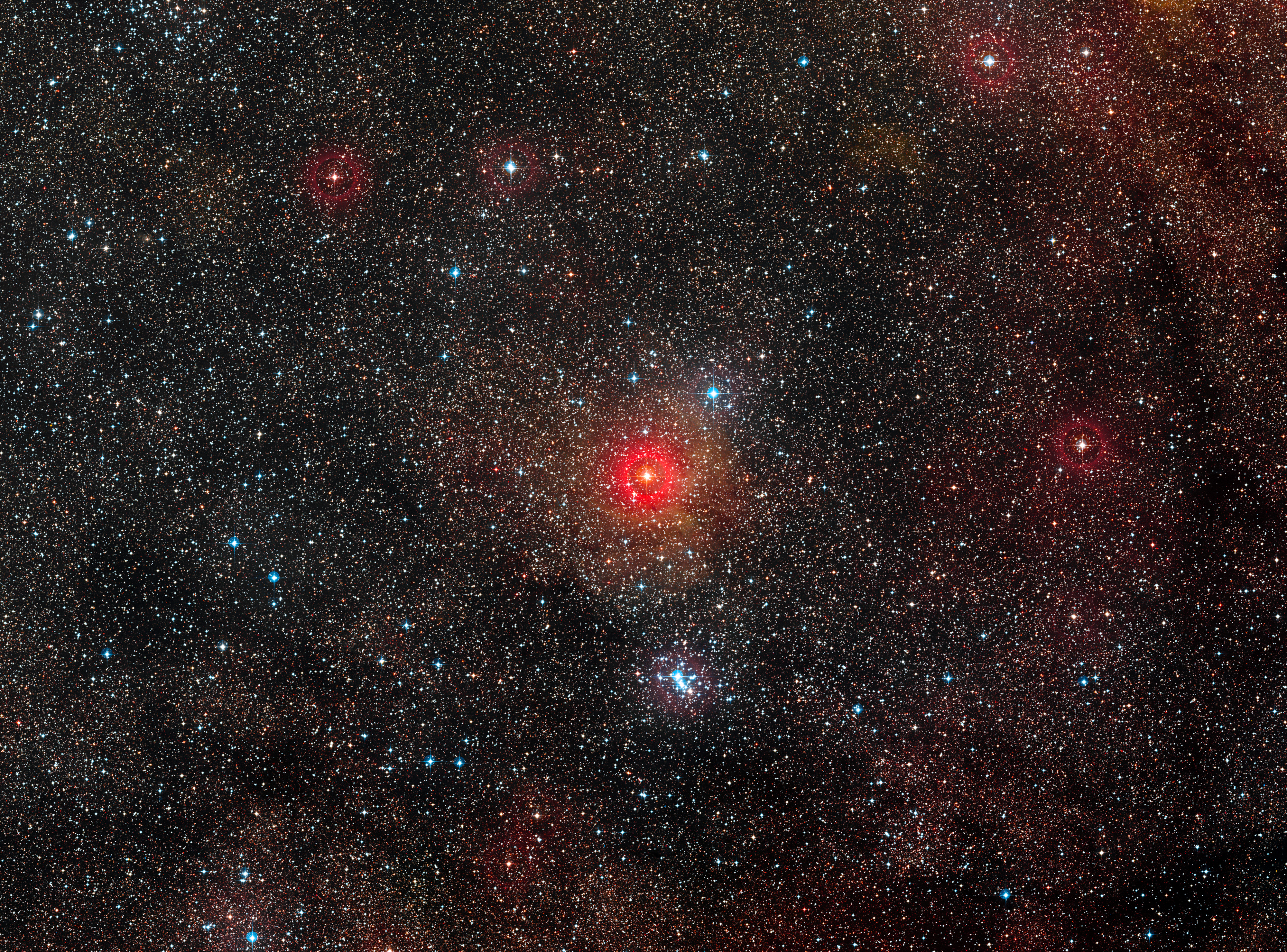
اچ آر ۵۱۷۱ در مرکز تصویر

اچ آر ۵۱۷۱ ( به انگلیسی: HR 5171 ) یک ستاره فراغول زرد واقع در صورت فلکی قنطورس است. فاصله این ستاره تا زمین ۱۲ هزار سال نوری بوده و جزو ۱۰ ستاره بزرگی است که تا کنون کشف شده. طول موجی که این ستارهٔ غول‌پیکر می‌تابد بسیار شبیه به خورشید است اما قطر آن ۱۳۰۰ بار بزرگ‌تر است. به عبارت دیگر اگر خورشید را از مرکز منظومهٔ شمسی برداریم و این ستارهٔ فراغول را جایگزین کنیم٬ همهٔ سیارات از تیر تا مشتری را در بر خواهد گرفت.

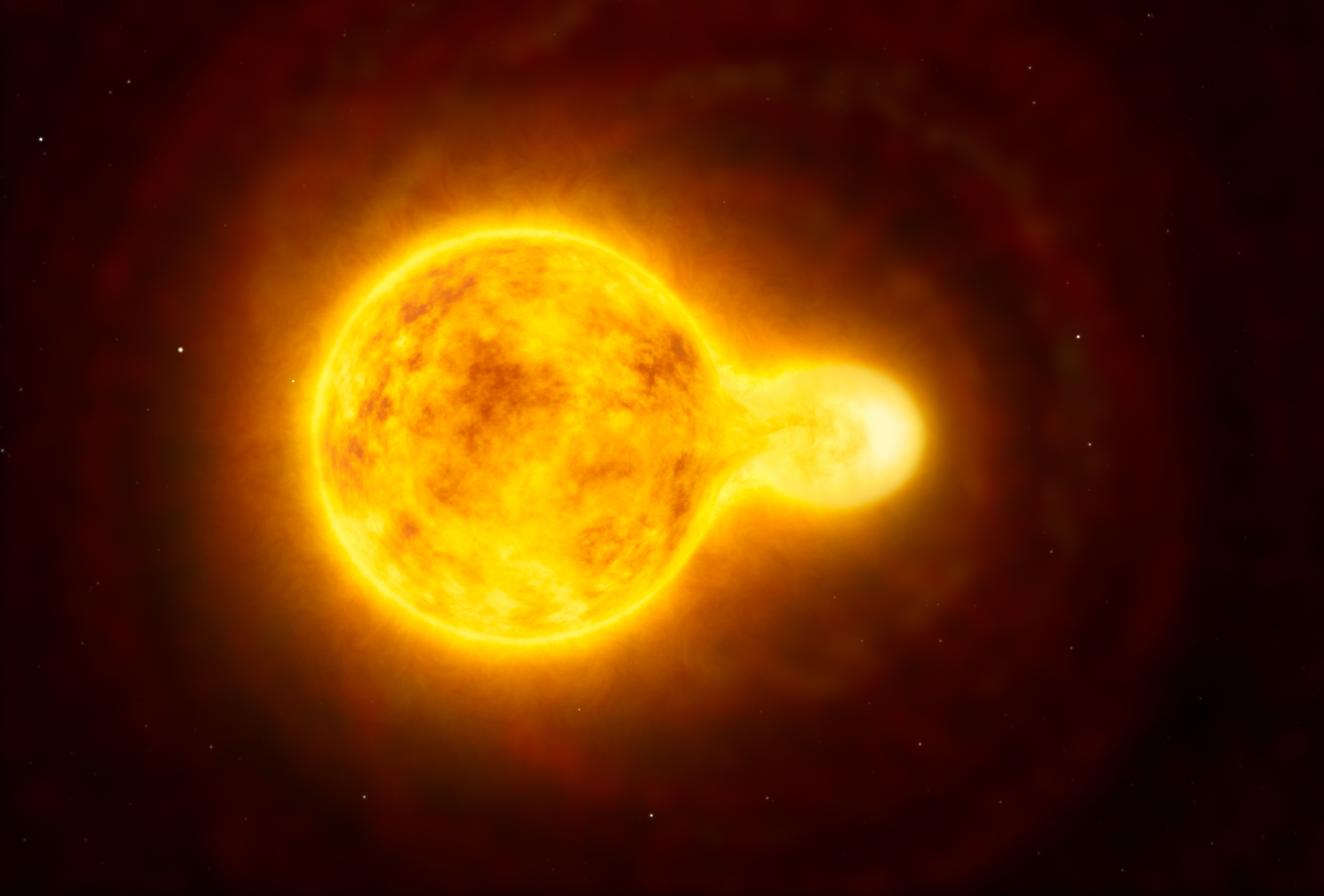
فاصله بسیار کم دو ستاره باعث ایجاد شکلی شبیه بادام زمینی شده

## ویژگی ها
تصور می‌شد که اندازهٔ ستاره‌های فراغول زرد حداکثر ۷۰۰ برابر خورشید باشد. اندازه‌گیری‌های تازهٔ ستارهٔ اچ آر ۵۱۷۱ نشان داد که این نوع ستاره‌ها می‌توانند بزرگ‌تر هم باشند. ستارهٔ اچ آر ۵۱۷۱ ای حدوداً ۵۰ درصد بزرگ‌تر از ستارهٔ ابط‌الجوزا در صورت فلکی شکارچی است. رصدهای پیشین نشان داد که روشنایی ستارهٔ اچ آر ۵۱۷۱ ای تغییر می‌کند. گروه پژوهش معلوم کرد که این نوسان به علت حضور ستاره‌ای کوچک‌تر در نزدیکی آن است. اندازهٔ این ستارهٔ حدود یک‌سوم ستارهٔ غول‌پیکر است. این دو ستاره به دور یکدیگر در حال گردش‌اند و منظومه‌ای دوتایی تشکیل داده‌اند. با وجود این‌که فاصلهٔ مرکزشان از یکدیگر برابر با فاصلهٔ خورشید تا سیارهٔ زحل است٬ ستارهٔ اچ آر ۵۱۷۱ ای آن‌قدر بزرگ است که با ستارهٔ هم‌دم خود چهره‌به‌چهره شده و سطح آن را لمس می‌کند. به همین علت ساختاری بادام‌زمینی مانند ایجاد کرده‌اند.